# Valmaior
Valmaior est une ancienne paroisse civile portugaise (en portugais : freguesia) de la municipalité d'Albergaria-a-Velha dans le district d'Aveiro.
La loi no 11-A/2013 du 28 janvier 2013, portant réorganisation administrative du territoire des freguesias, fusionne Valmaior avec la paroisse voisine d'Albergaria-a-Velha pour former l’União das freguesias de Albergaria-a-Velha e Valmaior (dont le siège est à Albergaria-a-Velha).